# Рутенийиттербий
Рутенийиттербий — бинарное неорганическое соединение
иттербия и рутения
с формулой YbRu,
кристаллы.

## Получение
- Сплавление стехиометрических количеств чистых веществ:

{\displaystyle {\mathsf {Yb+Ru\ {\xrightarrow {T}}\ YbRu}}}

## Физические свойства
Рутенийиттербий образует кристаллы
кубической сингонии, пространственная группа P m3m, параметры ячейки a = 0,3360 нм, Z = 1,
структура типа хлорида цезия CsCl
.
Соединение образуется при температуре >1500°C .